# دالسپورت (واشینگتن)
دالسپورت (به انگلیسی: Dallesport) یک منطقهٔ مسکونی در ایالات متحده آمریکا است که در واشینگتن واقع شده‌است. دالسپورت ۱۷٫۵ کیلومتر مربع مساحت و ۱٬۲۰۲ نفر جمعیت دارد و ۶۵ متر بالاتر از سطح دریا واقع شده‌است.